# 桑叶秋海棠
桑叶秋海棠（学名：Begonia morifolia）为秋海棠科秋海棠属的植物，是中国的特有植物。分布在中国大陆的云南等地，生长于海拔1,300米至1,600米的地区，常生长在疏林下潮湿处，目前已由人工引种栽培。